# Anisogaster obscurellus
Anisogaster obscurellus är en skalbaggsart som beskrevs av Leon Fairmaire 1896. Anisogaster obscurellus ingår i släktet Anisogaster och familjen långhorningar.
Artens utbredningsområde är Madagaskar. Inga underarter finns listade i Catalogue of Life.